# Lesshaft
Lesshaft & Co. war ein deutscher Kraftfahrzeughersteller.

## Beschreibung
Das Unternehmen hatte seinen Sitz in Berlin. Es stellte zwischen 1925 und 1926 Dreiräder her. Der Markennamen lautete Lesshaft.
Die Fahrzeuge waren vom Motorrad abgeleitet. So gab es ein einzelnes Vorderrad und einen Motorradlenker. Dahinter kam eine patentierte Rahmenkonstruktion. Die vordere Sitzbank bot Platz für eine Person. Daran anschließend gab es als Personenkraftwagen eine Sitzbank für zwei Passagiere und als Nutzfahrzeug wahlweise eine Pritsche oder einen Kasten für den Gepäcktransport. Die Fahrzeuge waren 285 cm lang und 110 cm breit. Pritsche und Kasten hatten die Grundmaße 70 × 100 cm. Die Nutzlast betrug 250 kg.
Ein Einzylinder-Zweitaktmotor von Rinne war links außen auf dem Trittbrett angeordnet und trieb über Riemen das linke Hinterrad an. Genannt wird anfangs ein Motor mit 131 cm³ Hubraum und 2,8 PS Leistung, der später von einem Motor mit 3,5 PS ersetzt wurde.